# Politeisme celta

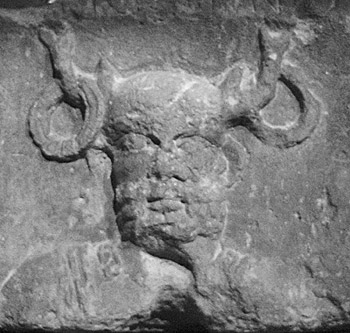
Representació de Cernunnos al Pilar dels navegants.

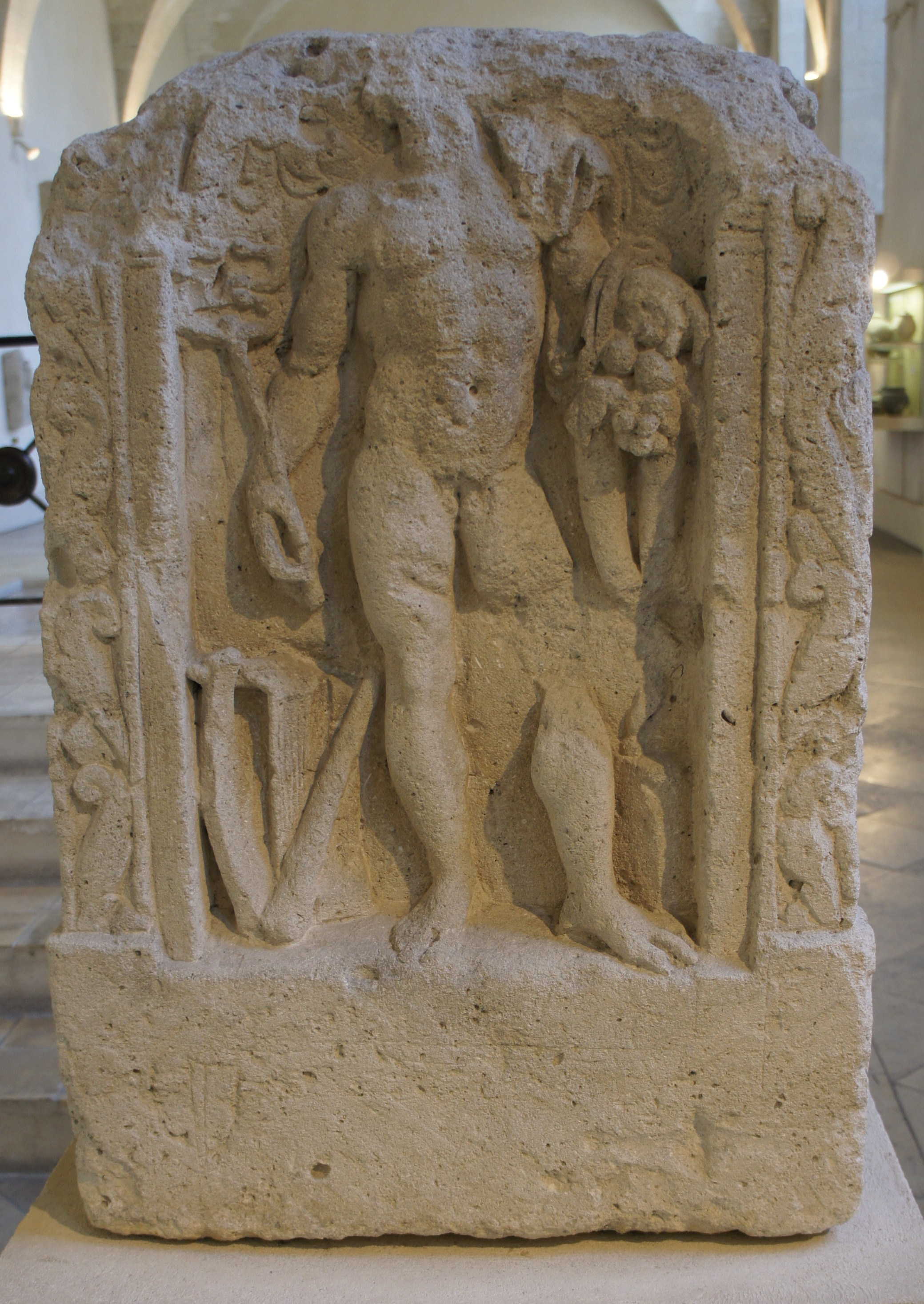
Talla de Teutatès a la base de la columna d'un temple.

El politeisme celta, comunament conegut com a paganisme celta, comprèn les creences i pràctiques religioses a les quals es va adherir la gent de l'edat de ferro d'Europa occidental coneguda ara com els celtes, aproximadament entre 500 aC. i 500 dC., va abastar la època de La Tène i l'Imperi Romà, i en el cas dels celtes insulars, l'Edat de Ferro britànica i irlandesa.
El politeisme cèltic era un dels grups més grans de religions politeistes de l'Edat de Ferro de la família indoeuropea. Va comprendre un alt grau de variació tant geogràfica com cronològicament, encara que «darrere aquesta varietat, es poden detectar similituds estructurals àmplies», el que permet que n'hi hagi «una homogeneïtat religiosa bàsica» entre els pobles cèltics.
El panteó cèltic consta de nombrosas deïtats registrats, tant de l'etnografia grecoromana com de l'epigrafia. Entre els més destacats es troben Teutatès, Taranis i Lug. Les figures de la mitologia medieval irlandesa també han estat adduïdes per la mitologia comparada, interpretada com a versions posteriors de deïtats precristianes insulars. Segons relats grecs i romans, en la Gàl·lia, Gran Bretanya i Irlanda, hi havia una casta sacerdotal «especialistes màgic-religiosos» coneguts com els druides, encara que se sap molt poc sobre ells.
Després de la conquesta de la Gàl·lia per l'Imperi Romà (58-51 aC) i el sud de Britànnia (43 dC), les pràctiques religioses cèltiques van començar a mostrar elements de romanització, donant com a resultat una cultura gal·loromana sincrètica amb les seves pròpies tradicions religioses i amb el seu gran conjunt de deïtats, com Cernunnos, Artio, etc.
Als últims segles v i vi, la regió cèltica va ser cristianitzada i les tradicions religioses anteriors van ser suplantades. Tanmateix, les tradicions del politeisme van deixar un llegat en moltes de les nacions cèltiques, que van influir en la mitologia posterior i van servir com a base per a un nou moviment religiós, el neopaganisme cèltic, al segle xx.

## Documentació

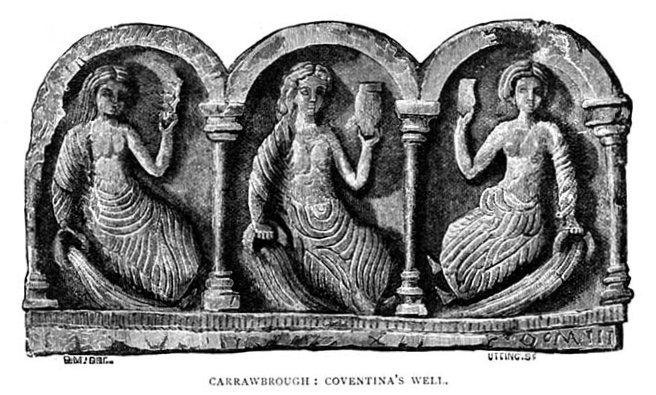
Representació de tres deesses cèltiques, al pou de Coventina.

Comparativament, poc se sap sobre el politeisme cèltic perquè l'evidència és fragmentària, degut sobre manera al fet que els celtes que ho van practicar no van escriure res sobre la seva religió. Per tant, tot el que n'hi ha per poder estudiar de la seva religió és la literatura del període cristià primerenc, els comentaris dels erudits clàssics grecs i romans, i l'evidència arqueològica.
L'arqueòleg Barry Cunliffe va resumir les fonts de la religió cèltica com un «caos fèrtil», manllevant el terme de l'erudit irlandès Proinsias MacCana. Cunliffe va arribar a remarcar que «n'hi ha més i variada, evidencia per a la religió cèltica que per a qualsevol altre exemple de vida cèltica. L'únic problema és encadellar-ho en una forma sistemàtica que no simplifiqui massa la intricada textura dels seus detalls.»

## Deïtats

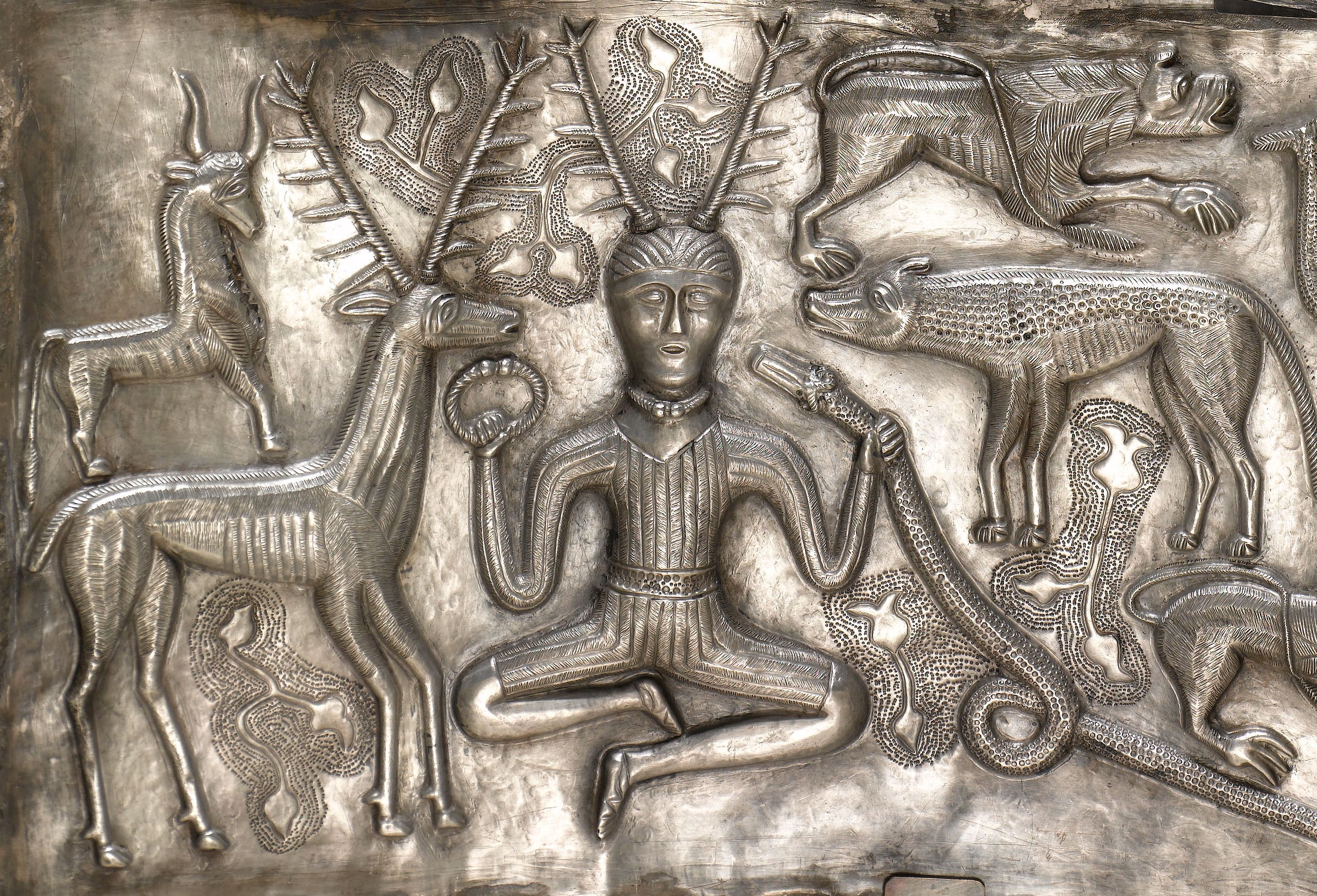
Imatge d'una figura «amb cornamenta» al Calderó de Gundestrup, interpretada per molts arqueòlegs com relacionada amb el déu Cernunnos.

### Antiguitat

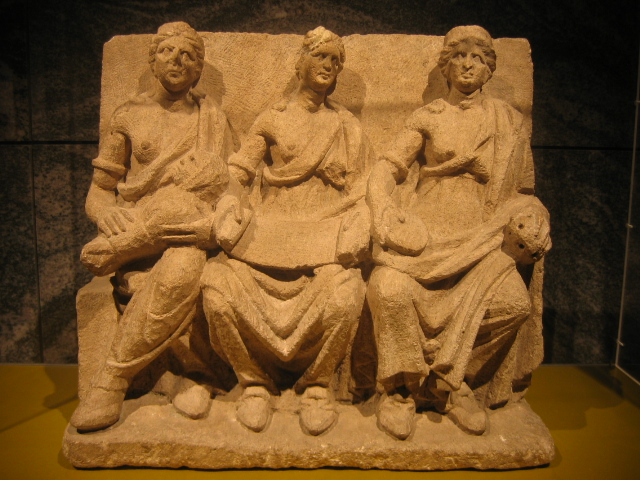
"Matres de Vertault": tres deesses cèltiques del poble de Vertault a la regió de Borgonya, l'est de França.

## Enterrament i vida després de la mort

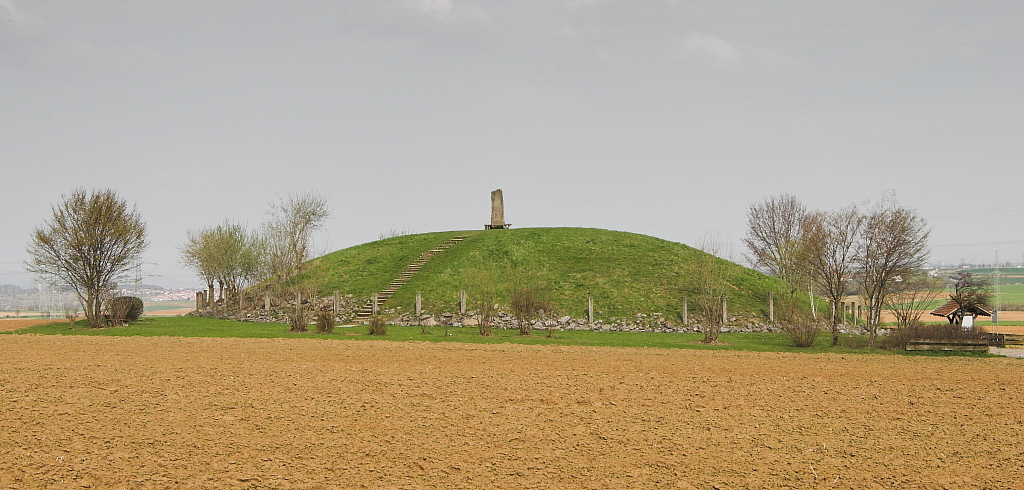
Un túmul cèltic reconstruït a prop d'Eberdingen, Alemanya. Aquests enterraments estaven reservats per als influents i rics en la societat cèltica.

## Pràctica de culte

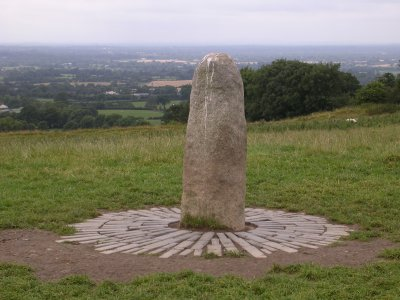
El menhir, interpretada com Lia Fáil, la Pedra del Destí, en la qual eren coronats els Grans Reis d'Irlanda, dintre del Pujol de Tara.

### Ofertes votives

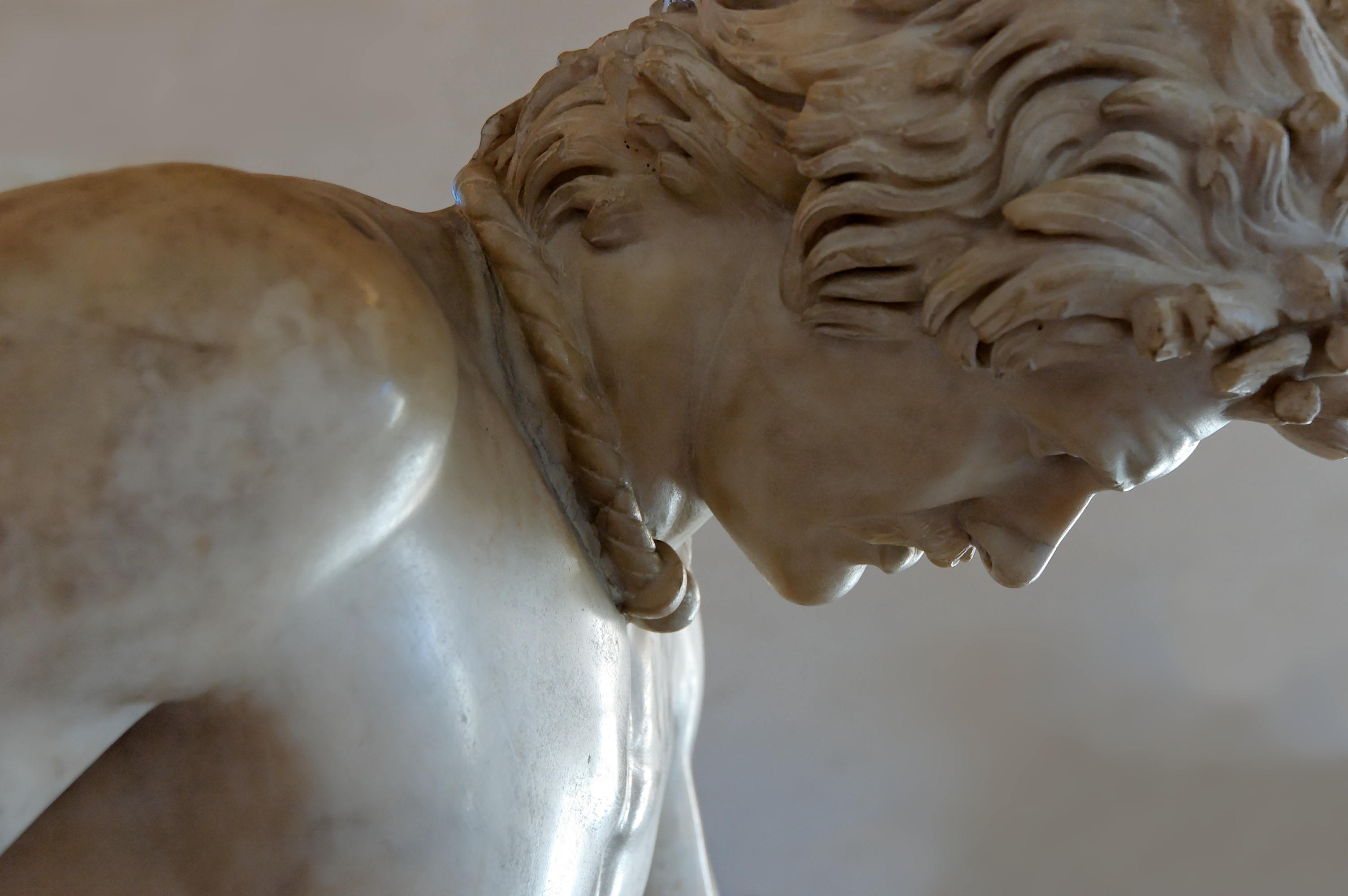
Celta moribund, detall de la torca.

### Sacrifici humà

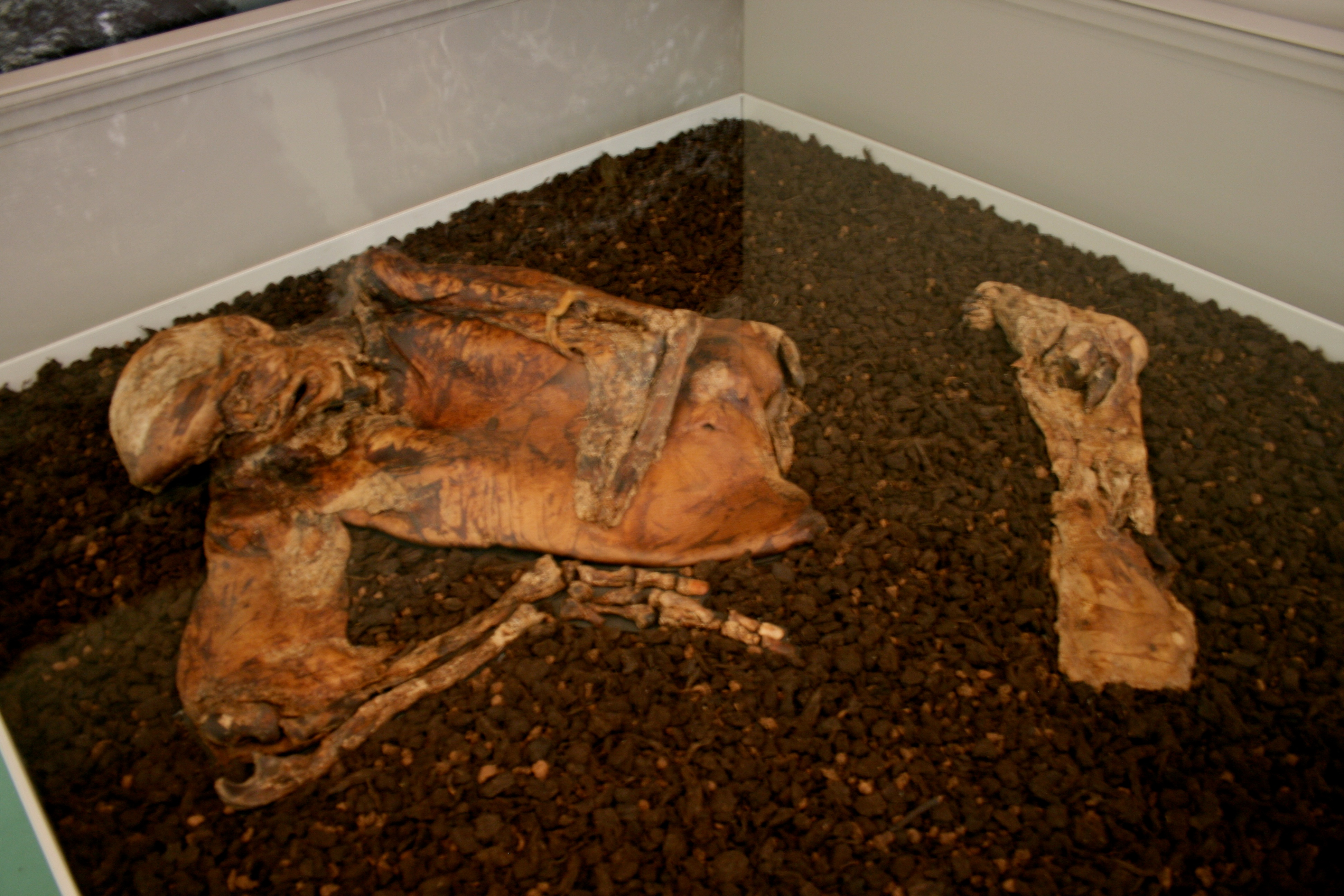
Cos del Home de Lindow.

### Caps de l'enemic

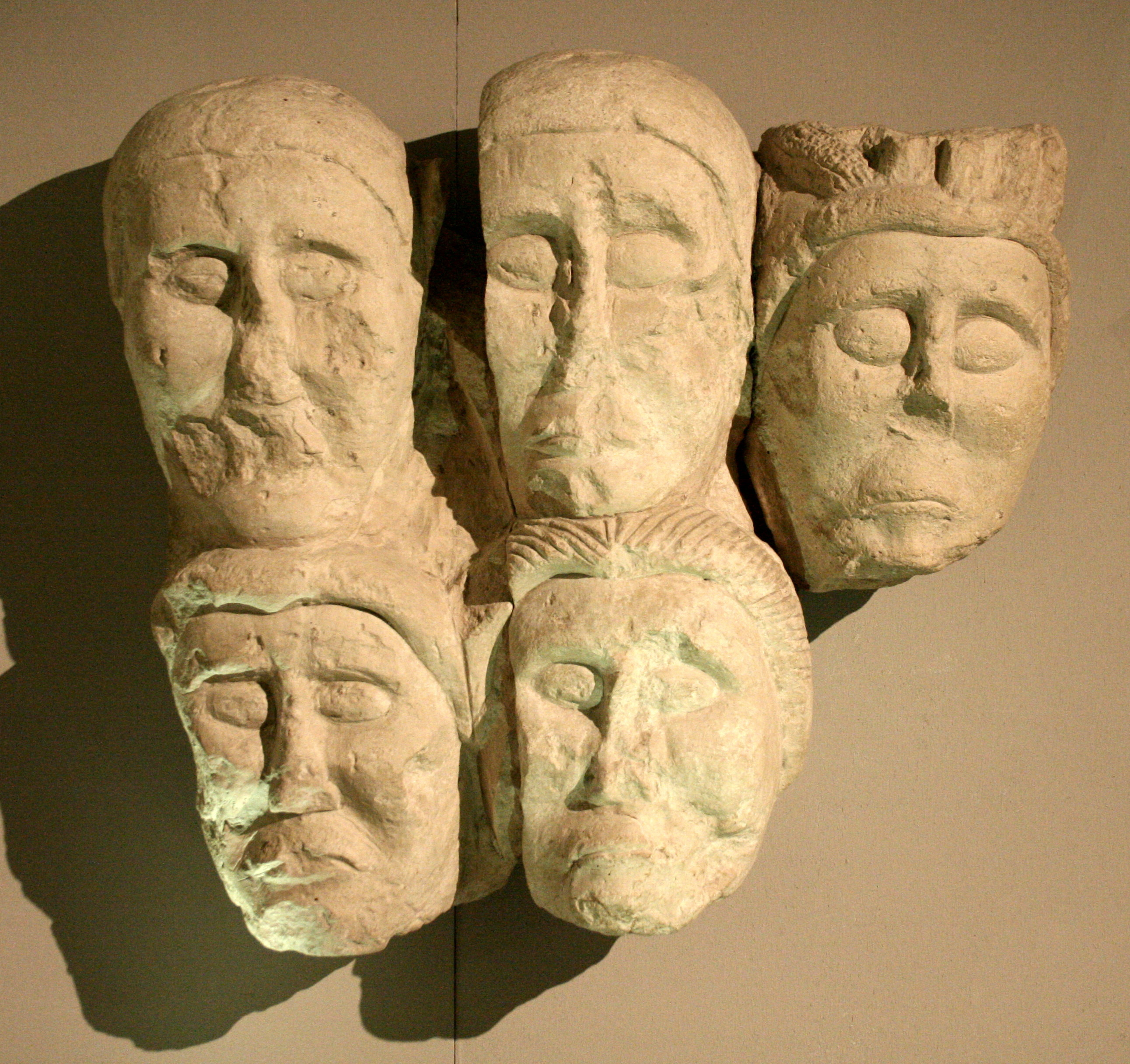
Fragments de caps de pedra d'Entremont.

### Druides

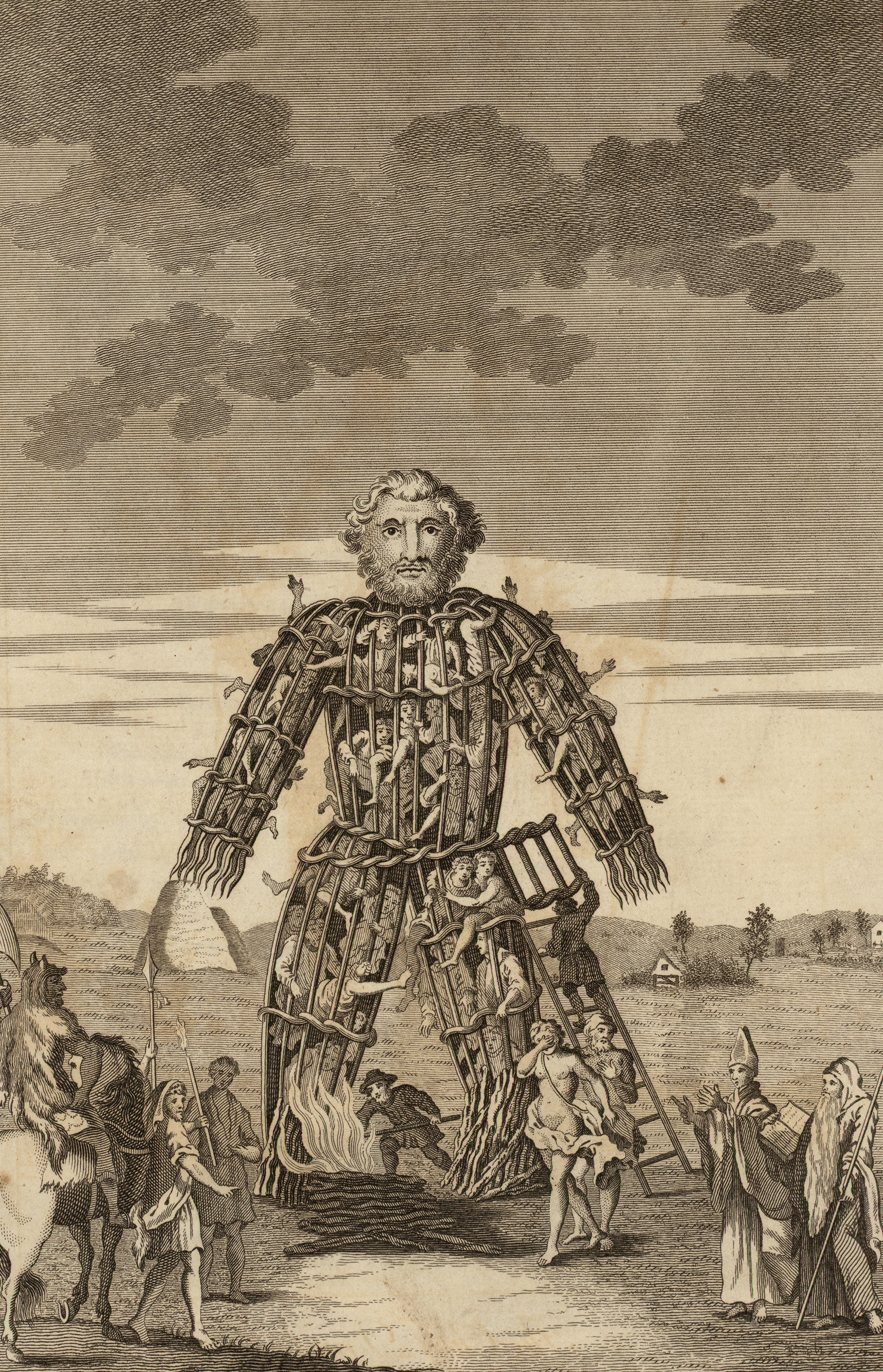
Una il·lustració del d'un Home de vímet.

## Calendari

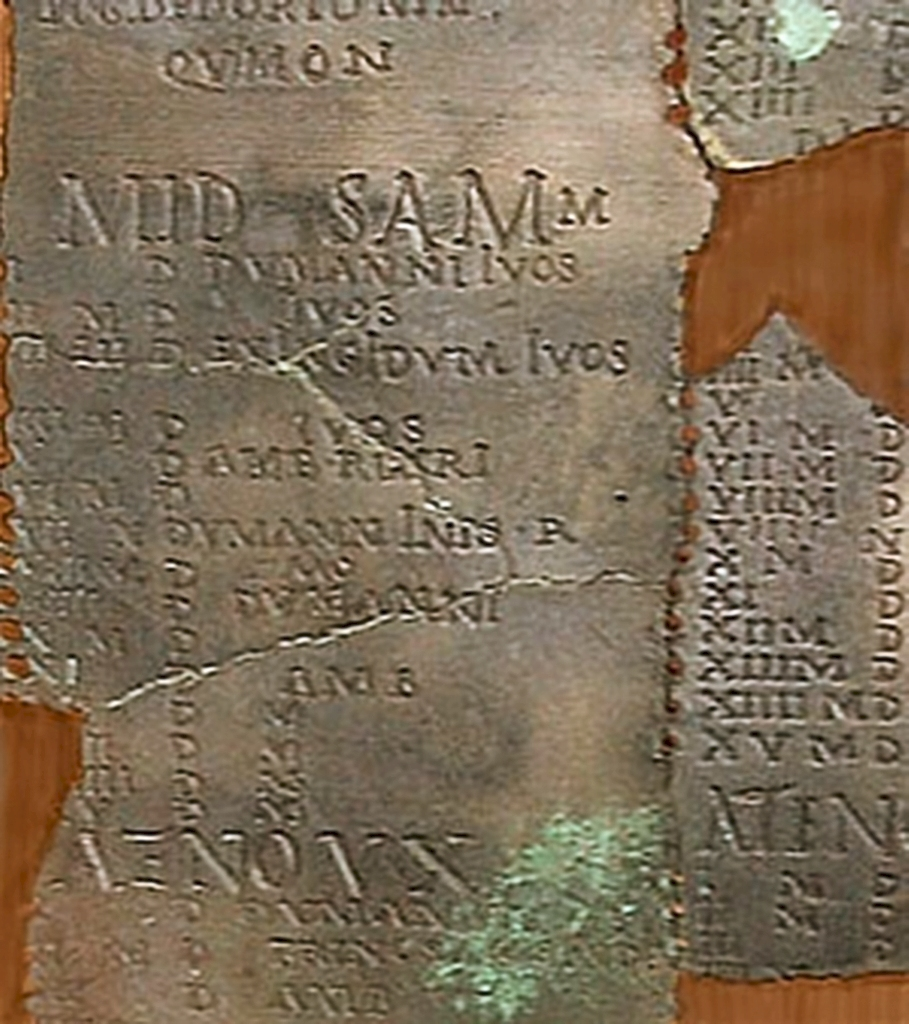
Fragment del calendari de Coligny.

### Reconstruccionisme pagà

La triple espiral és un dels principals símbols del Reconstruccionisme cèltic.